# Cheyniana microphylla
Cheyniana microphylla là một loài thực vật có hoa trong Họ Đào kim nương. Loài này được (C.A.Gardner) Rye mô tả khoa học đầu tiên năm 2009.